# Yuta Kutsukake
Yuta Kutsukake (født 12. november 1991) er en japansk fodboldspiller, som spiller for den japanske fodboldklub Azul Claro Numazu.